# إسماعيل قولي
إسماعيل بن أبي الخير قولي (1916-1969) سياسي سوري من دمشق. من مؤسسي الحزب العربي في عام 1944م.

## عمله ووظائفه
- محافظ مدينة دمشق 15 أيار 1954، عينه رئيس الجمهورية هاشم الأتاسي.
- عُين في محكمة صلح النبك
- معاون النائب العام الاستثنائي في دمشق
- قاضي تحقيق في حماة
- معاون للنائب العام وقاضياً في التحقيق العسكري ثم رئيساً للمحكمة العسكرية.
- وزيراً للداخلية في حكومة سعيد الغزي الأولى.[3][4][5]
- الإشراف على الانتخابات النيابية سنة 1954م.[1][6]
- محافظ مدينة دمشق (15 أيار – 19 حزيران 1954)
- محافظ اللاذقية في الثاني من كانون الثاني 1955م[7]
- محافظ في حلب عام 1957م.
- في السابع من شباط عام 1957 عين نائباً للحاكم العسكري في منطقة محافظة حلب.[8][9]
- مديراً للخط الحديدي الحجازي لغاية قيام الوحدة مع مصر سنة 1958.[10]

## وفاته
توفي بدمشق عن عمر ناهز 53 عاماً سنة 1969.